# Robert Gilruth

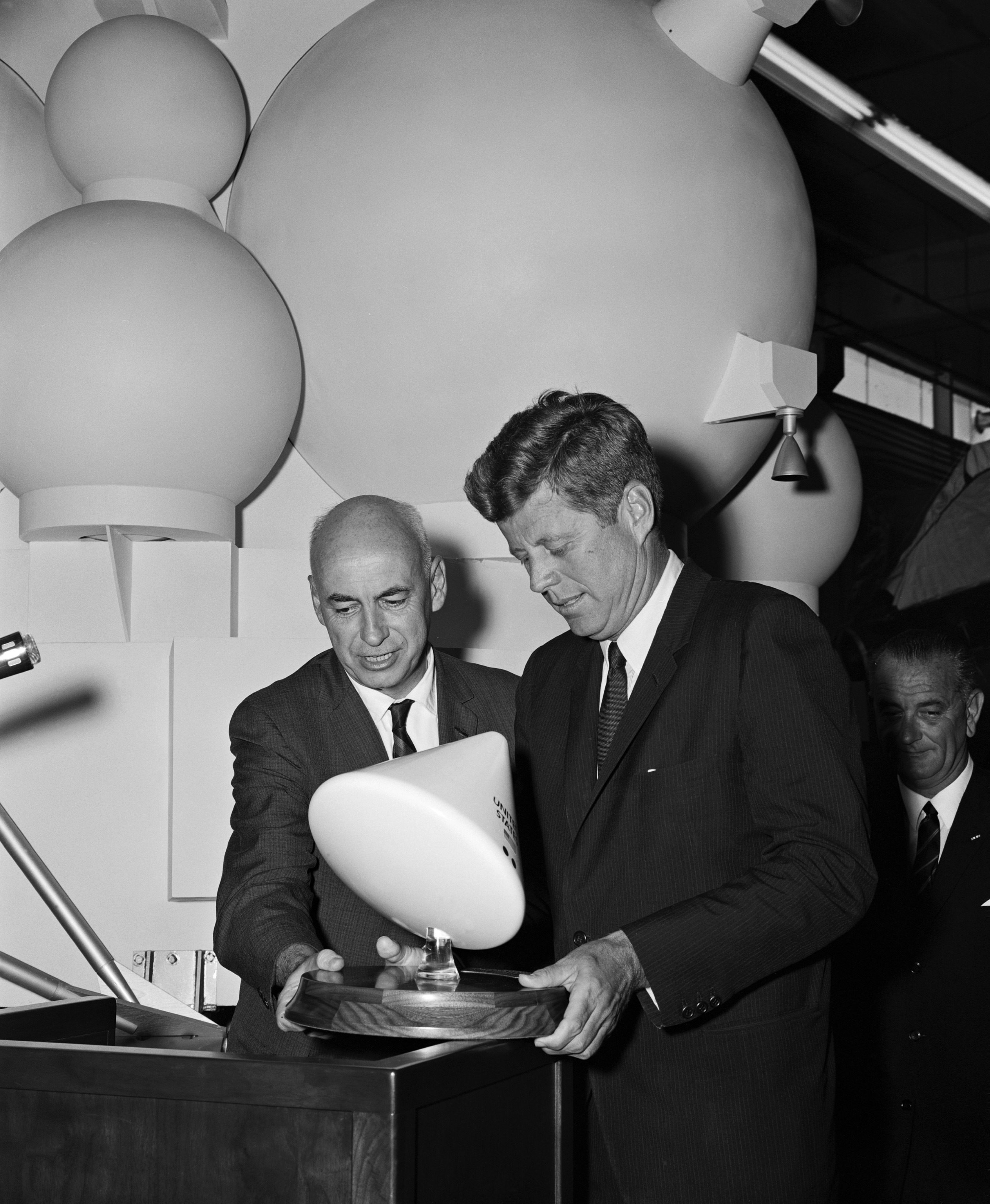
Gilruth y Kennedy junto a una maqueta del módulo de mando del Apolo en 1962.

Robert Rowe Gilruth (18 de octubre de 1913 - 17 de agosto de 2000) fue un ingeniero aeroespacial y pionero de la exploración espacial estadounidense. Desde el principio de su carrera, estuvo involucrado con las primeras investigaciones sobre el vuelo supersónico y las naves propulsadas por cohete. Más tarde, trabajó en el programa espacial, incluyendo el programa Mercury, el Gemini y el Apolo. Trabajó para la National Advisory Committee for Aeronautics desde 1937 a 1958 y en su agencia sucesora, la NASA hasta que se retiró en 1973.
Gilruth nació en Nashwauk, Minnesota, en los Estados Unidos de América. Asistió al instituto en Duluth, Minnesota. Recibió su grado en bachillerato de ingeniería aeronáutica en la Universidad de Minnesota y posteriormente el Máster en 1936.
El informe de la NACA R755, Requirements for Satisfactory Flying Qualities of an Airplane o Requisitos para satisfactorias Cualidades de Vuelo de un Aeroplano, Gilruth definió un conjunto de requisitos para las características de manejo de los aviones. Hasta entonces, no había ninguna referencia para pilotos o fabricantes de ese estilo.
Cuando se creó la NASA, Gilruth fue jefe del Space Task Group, cuyo objetivo era poner a un hombre en el espacio antes que la Unión Soviética. Cuando la Unión Soviética puso a Yuri Gagarin en el espacio, Gilruth sugirió al presidente de los EE.UU de entonces, John F. Kennedy que los Estados Unidos podrían anunciar un reto mayor, como por ejemplo, ir a la luna. Pronto, nacería el Programa Apolo, y Gilruth fue nombrado presidente del centro de la NASA que llevaría a cabo esta tarea, el nuevo Manned Spacecraft Center o MSC -ahora llamado Johnson Space Center. Gilruth sirvió como director del MSC hasta 1972 y supervisó un total de 25 vuelos espaciales, desde el Mercury Redstone 3 hasta el Apolo 15
En la película para televisión de 1996 Apollo 11, el personaje de Gilruth fue escenificado por William Mesnik. Más tarde, en la serie de la HBO "De la Tierra a la Luna", el actor que le dio vida fue John Carroll Lynch.